# Cor Kint (zwemster)
Clasina Cornelia (Cor) Kint (Rotterdam, 22 juli 1920 – Coffs Harbour, 7 oktober 2002) was een Nederlands zwemster, die gespecialiseerd was in de rugslag. Ze behaalde vlak voor de Tweede Wereldoorlog haar grootste successen in het zwembad.

## Biografie

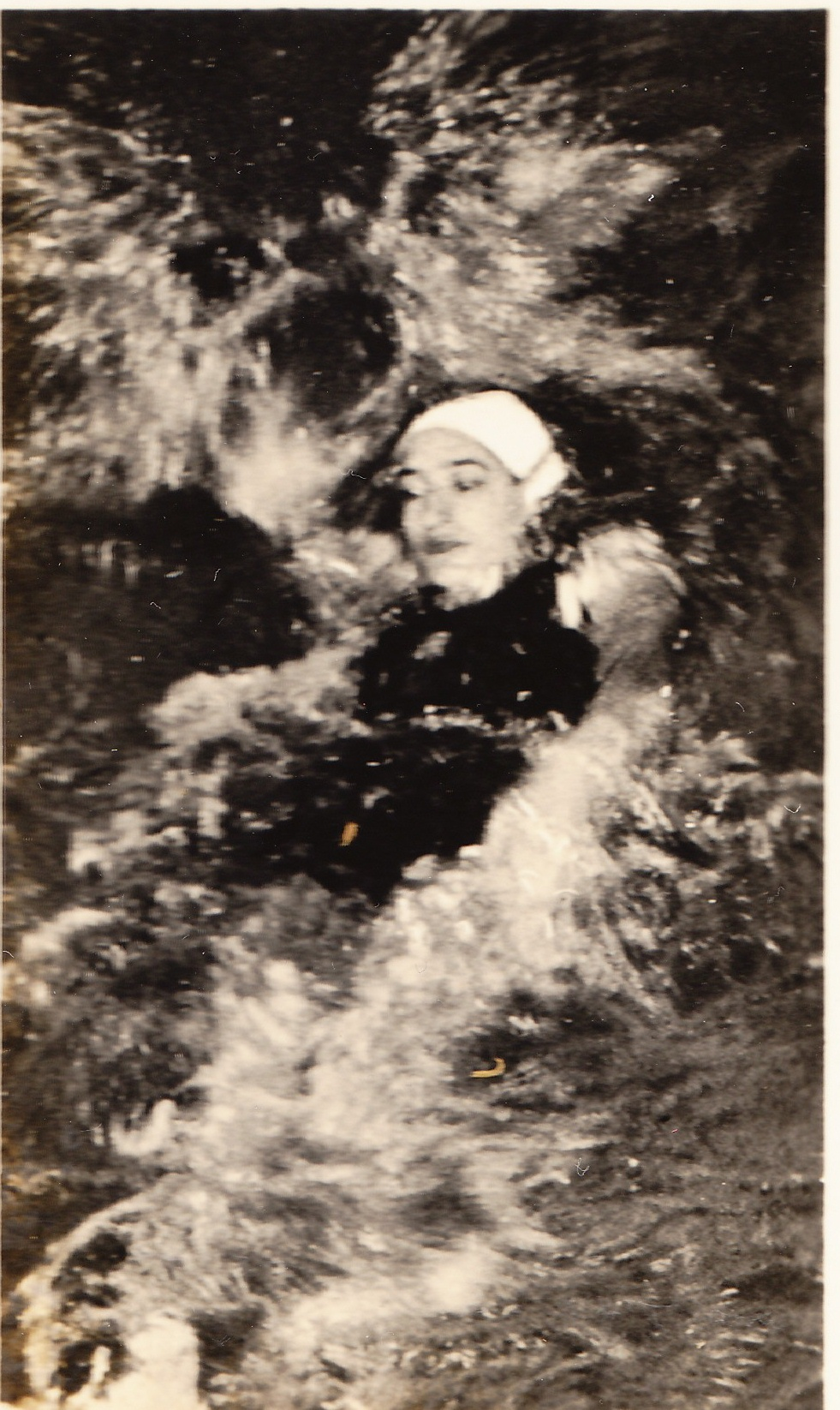
Kint in 1938.

Als kind sukkelde zij met haar gezondheid; op aanraden van een dokter ging ze zwemmen. Kint begon op 12-jarige leeftijd te trainen bij de Onderlinge Dames Zwemclub, onder leiding van Ma Braun, in Rotterdam. Vanwege de zware concurrentie en een teleurstellende vijfde plaats bij de selectiewedstrijden werd ze niet geselecteerd voor de Olympische Zomerspelen 1936. In 1937 versloeg ze voor het eerst haar voornaamste tegenstanders Nida Senff en Iet van Feggelen. Onder leiding van haar nieuwe trainster Dini Kerkmeester won ze in 1938 een gouden medaille op de Europese kampioenschappen op de 100 meter rugslag met een tijd van 1.15,0 minuten. Kint behaalde in de jaren 1938-1940 drie jaar achtereen de nationale titel op de 100 meter rugslag. Ze was tevens houdster van wereldrecords op vier afstanden, alle op de rugslag: de 100 meter rugslag, de 200 meter rugslag, de 100 yards rugslag en de 150 yards rugslag. Kints wereldrecords op de 150 yards (1.42,1) en op de 200 meter rugslag (2.38,8) bleven elf jaar gehandhaafd en haar wereldrecord op de 100 meter rugslag (1.10,9) hield liefst twintig jaar stand, een record.
Door het afgelasten van de Olympische Spelen van 1940 en 1944 kreeg Kint niet de kans op olympisch niveau te kunnen zwemmen. Na haar verloving in 1941 met een Duitse matroos verhuisde ze naar Dresden en vervolgde ze haar zwemcarrière in nazi-Duitsland. Eind 1943 kreeg Kint het aanbod om in Chemnitz zwemtrainster te worden. Het is niet bekend of zij op het voorstel is ingegaan. Na de oorlog keerde ze terug naar Nederland. Kint werd in 1947 in hoger beroep tijdelijk geschorst als lid van de Nederlandse zwembond (en/of een leidende functie bij de bond) wegens haar nauwe banden met de Duitse bezetter.
Eind 1959 emigreerde Kint naar Australië; ze trouwde daar met een bakker uit Friesland. Ze werd in 1971 opgenomen in de International Swimming Hall of Fame. Kint overleed in 2002 in het Australische Coffs Harbour, een plaats tussen Sydney en Brisbane. Ze woonde in Nambucca Heads en zwom tot haar dood vrijwel dagelijks in de nabijgelegen rivier.

## Erelijst
- Europees kampioen: 1938 (100 m rugslag).
- Nederlands kampioen: 1938, 1939, 1940.